# Kolec Kraja
Kolec Kraja (* 28. November 1933 in Shkodra; † 22. Mai 1994 ebenda) war ein albanischer Fußballspieler und -trainer.

## Karriere

### Verein
Kraja begann seine Karriere in seiner Heimatstadt Shkodra beim Lokalverein KS Vllaznia Shkodra.
Später wechselte er in die Hauptstadt zu FK Partizani Tirana, bei dem er bis 1964 verpflichtet war. Mit Partizani gewann Kraja insgesamt sechs albanische Meisterschaften in den Jahren 1957, 1958, 1959, 1961, 1963 und 1964.
Ein historischer Moment war sein Treffer am 12. September 1962 im Europapokal der Landesmeister gegen IFK Norrköping. Mit diesem Tor erzielte er das erste internationale Tor eines albanischen Vereins in einem europäischen Wettbewerb. Daneben spielte Kraja auch mit Partizani im Balkanpokal.
Seinen Vereinen blieb Kraja auch über die Spielertätigkeit hinaus verbunden, so als Trainer bei Partizani und bei Vllaznia kurz in der Saison 1980/81.

### Nationalmannschaft
Kraja debütierte 1957 in der albanischen Nationalmannschaft in einem Freundschaftsspiel gegen China. Sein letztes Spiel bestritt er im Rahmen der Qualifikation für die Olympischen Spiele gegen Bulgarien im Juni 1963.